# Fáklya (fényforrás)

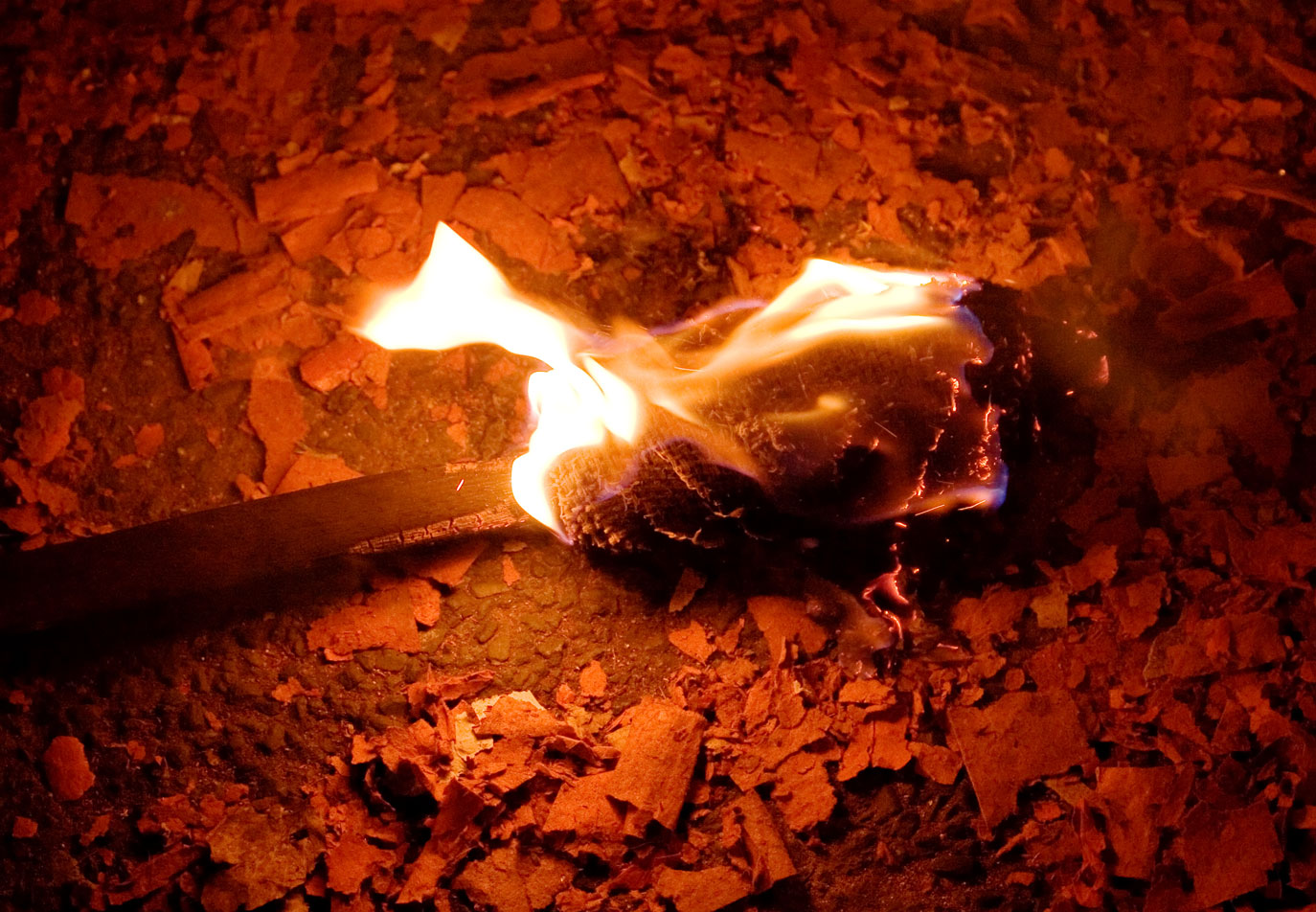
Égő fáklya

A fáklya többnyire szabad ég alatt használt, mesterséges úton előállított világító eszköz. Fafáklyának nevezik, ha szurkos fenyőgallyakból, nyírfából készült. A viaszfáklya 4 db hosszú és forrasztóval összeforrasztott viaszgyertyából áll, melyekbe kevés fenyőgyantát és terpentint kevertek. A szurokfáklya lehet kanócos avagy fabélű, aszerint, hogy belső bélét font kanóc avagy kanóccal körülfont fenyőbot képezi. Ezen belet addig mártogatják szurokba, míg a kellő vastagságot el nem érte, azután vaskarikák segélyével kerekded alakba nyomják és enyves vízben oldott krétával, kevés viaszkkal bevonják.

## Kémiai fáklya - jelzőfáklya, jelzőrakéta
AZ 1870-es évektől vegyészeti fáklyákat is alkalmaznak, melyek egy fém- vagy papírtokban égő anyagkeveréket tartalmaznak, úgy mint stronciumot, báriumot, mint amely anyagok a fénynek különböző színt kölcsönöznek. 
Az úgynevezett. horganyfáklya hasonló anyaggal telt horganycsőből áll, mely az égés folyamán elolvadván, a fényt erős fehérré teszi, a lecsepegő horgany miatt azonban veszélyesnek mondható. 
A hajózás során az egyszerűen kezelhető, rendkívül nagy fényű eszközök sok változata alakult ki, a kézifáklyák mellett jelzőpisztolyból kilőhető, tüzijátékhoz hasonló töltetek, melyek esetleg kis ejtőernyővel ereszkedve egy percnyi térvilágítást is létrehozhatnak.
Egy magyar fejlesztés során Moser őrnagy és Horváth András kispesti lakosok és pirotechnikusok 1883-ban bemutattak egy olyan vegyészeti fáklyát, mely a víz alatt és esőben is égett és egyszerű ütődés folytán meggyulladt. Az ilyen fáklyák alsó végükön többnyire fafogantyúval voltak ellátva. 

## Petróleumfáklya, bambuszfáklya
A petróleumfáklya egy farúdon elhelyezett petróleumtartóból áll, melyben egy kör alakú kanócot helyeznek el. Legjobb alakjuk az, melynél a kerekded bél egy, a petróleum tartót áthatoló légcsatornára van fűzve és fölébe egy lángoszlató fémtárcsa van illesztve. A vörösréz- vagy vaspléhből készült petróleumtartó nyeléhez akképp van megerősítve, hogy bármily állásban függőleges helyzetet vesz fel. A 19. század végén a tűzoltók fáklyája üreges sárgaréz rúd volt, melyben a petróleumot tartalmazott, a fáklya égője zárt kosár volt, melyet felül azbeszt lemezzel zártak le, belül pedig kanóc darabokkal töltötték ki, a kanóc az olajat az azbeszt lemezig vezette, ahol elégett anélkül, hogy az égő is elégett, amiért füstképződés alig mutatkozott és a fáklya színe tiszta fehér volt. 

## Története, egyéb változatai
A fáklya a legősibb világító eszköz. Fáklyát nagyobb mennyiségben már az ókorban használták hajókon, csatákban és ünnepélyeken. Házakban a kisebb változata a gyertya terjedt el, majd a gyertyatartó továbbfejlődésével kialakult a szobahőmérsékleten folyékony anyaggal égő  mécses. A petróleumlámpa már a könnyen szabályozható, fényes égést és korommentességet is biztosította.
A kanóc gyújtóbombák, rakéták, tüzijátékok lényeges része.